# Bibliothèque des Écoles françaises d'Athènes et de Rome
La Bibliothèque des Écoles françaises d'Athènes et de Rome  est le nom de deux collections de documents historiques, comme les lettres des papes du XIIIe siècle durant les croisades.

## Description
En 1876, Albert Dumont, alors directeur de l’École française d’Athènes, fonde la Bibliothèque des Écoles françaises d’Athènes et de Rome (BEFAR) pour permettre la publication des thèses des membres des deux institutions. Pour la partie romaine, cette collection a vocation à accueillir toute monographie tirée des travaux des anciens membres (doctorat, habilitation à diriger des recherches, ou tout travail résultant de leur séjour à l’École française de Rome).
- La première série a commencé à être publiée en 1877[2].

- La deuxième série a été publiée de 1884 à 1960[3].

Les livres d'histoire modernes qui citent des extraits de lettres des croisades énumèrent souvent le BEF dans leur citation.

## Exemples d'éditions de texte

### Première série
- Le liber censuum de l'Église romaine
- Sainte Catherine de Sienne : essai de critique des sources

### Deuxième série
- Les Registres d'Innocent IV (éd. Élie Berger, 4 vol., Paris, 1884-1921) [5]
- Les Registres d'Alexandre IV (éd. C. Bourel de la Roncière, J. de Loye, P. de Cenival et A. Coulon, 3 vol., Paris, 1902-1953)
- Les Registres d'Urbain IV (éd. Jean Guiraud, 4 vol., Paris, 1899-1929)
- Les Registres de Clément IV (éd. Edouard Jordan, 6 fasc., Paris, 1893-1945)
- Les Registres de Grégoire X et de Jean XXI (éd. Jean Guiraud et L. Cadier, 4 fasc., Paris, 1892-1906)
- Les Registres de Nicolas III (éd. Jules Gay [et Suzanne Vitte], fasc., Paris, 1898-1938)
- Les Registres de Martin IV (éd. F. Olivier-Martin et al., 3 fasc., Paris, 1901-1935)
- Les Registres d'Honorius IV (éd. Maurice Prou, Paris, 1886-1888)
- Les Registres de Nicolas IV (éd. Ernest Langlois, 9 fasc., Paris, 1886-1893)

L'autre correspondance comprend celle de :
- Innocent III, édité par Migne, PL, vol. 214-16
- Honorius IV, Regesta, édité par Pressutti
- Grégoire IX, Registres, Auvray